# Stazione di Argyle Street
La stazione di Argyle Street (in gaelico scozzese: Sràid Earra-Ghàidheal) è una stazione ferroviaria nel centro di Glasgow, in Scozia. Si trova sull'omonima linea ed è gestita da Abellio ScotRail.
È una stazione sotterranea, a banchina centrale e dotata di due binari. I due accessi si trovano all'interno di edifici lungo Argyle Street e Osborne Street. Non sono presenti ascensori a causa della ridotta larghezza della banchina.

## Storia
Quando fu aperta la Glasgow Central Railway verso la fine dell'Ottocento, di cui l'odierna Argyle Line riprende in parte il tracciato, le uniche stazioni presenti lungo Argyle Street erano Anderston, Glasgow Centrale e Glasgow Cross.
La linea venne chiusa nel 1964 e riaperta nel 1979. La stazione di Glasgow Cross non venne riaperta ma fu rimpiazzata da quella di Argyle Street, situata qualche centinaio di metri più a ovest.